# (193) Амброзия
(193) Амброзия (др.-греч. ἀμβροσία) — это сравнительно небольшой астероид главного пояса. Он был открыт 28 февраля 1879 года французским астрономом Ж. Коджа в Марсельской обсерватории и назван в честь Амброзии, пищи богов в древнегреческой мифологии, дающей им молодость и бессмертие.

Орбита астероида Амброзия и его положение в Солнечной системе
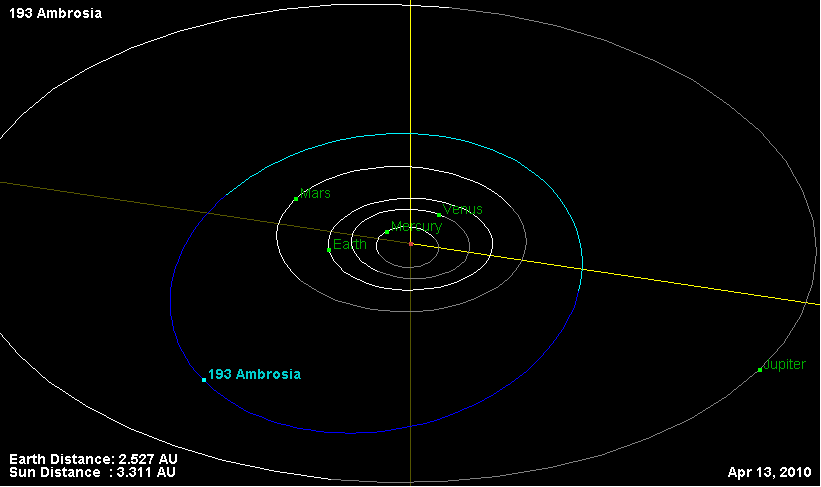
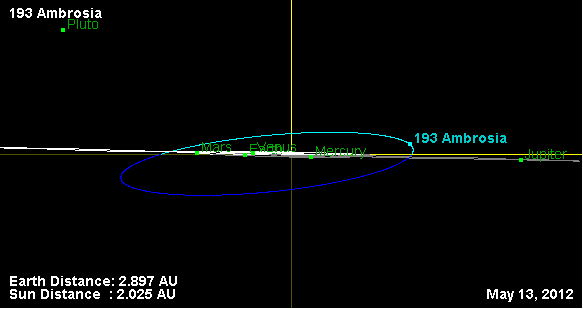